# جمال بویان
جمال بویان (بنگالی: জামাল ভূইয়া؛ زادهٔ ۱۰ آوریل ۱۹۹۰) بازیکن فوتبال متولد دانمارک اهل بنگلادش است.
از باشگاه‌هایی که در آن بازی کرده است می‌توان به باشگاه فوتبال شیخ جمال دانموندی اشاره کرد.
وی همچنین در تیم‌های ملی فوتبال زیر ۲۳ سال بنگلادش و بنگلادش بازی کرده است.
وی در مسابقات کشوری و بین‌المللی در مجموع برندهٔ ۲ مدال برنز شده است.